# 숀 빈
숀 빈(Sean Bean, 1959년 4월 17일 ~ )은 영국의 배우이다.

## 출연 작품
- 아일랜드
- 007 골든아이
- 트로이
- 반지의 제왕: 반지 원정대
- 반지의 제왕: 두 개의 탑
- 반지의 제왕: 왕의 귀환
- 패트리어트 게임
- 내셔널 트레져
- 왕좌의 게임
- 이퀼리브리엄
- 클린스킨 - 이완
- 세인트 세이야: 더 비기닝 - 알먼 키도